# Passaggio a Nord Ovest (programma televisivo)
Passaggio a Nord Ovest è un programma televisivo di Rai 1 trasmesso a partire dal 3 marzo 1997, condotto e ideato da Alberto Angela. Si tratta del primo programma ideato e condotto da Alberto Angela in Rai, dopo aver collaborato ai programmi del padre, Piero Angela.

## Descrizione
Il programma affronta nei suoi servizi principalmente tematiche riguardanti l'antropologia, l'archeologia, i viaggi, le scoperte, l'avventura, gli sport avventurosi estremi, le esplorazioni, la storia, la cultura e la scienza.
Il 6 giugno 2015 è stato creato uno spin-off, Passaggio a Nord-Ovest DOC, che viene mandato in onda d'estate di sabato o domenica alle 8:25. Nel 2020 questa versione andava in onda il venerdì in seconda serata.
Il 26 febbraio 2022, il programma ha festeggiato i 25 anni con una puntata speciale, con annesso re-styling dello studio e della sigla. 
Il 5 ottobre 2024, in occasione della nuova stagione del programma, la sigla, la grafica e lo studio sono stati completamente rinnovati, con l’aggiunta della scrivania di Piero Angela, che utilizzava durante Superquark. Inoltre, in questa nuova stagione, sono state aggiunte due nuove rubriche: una riguarda le nuove scoperte di Pompei, non fissa, mentre l’altra (chiamata “Passaggio alla mostra”) dove si esplorano le mostre di arte visitabili, questo fino al 26 di luglio, perché dal 2 agosto viene sostituita da “Passaggio al Museo” dove si parla nello specifico di una certa opera arte, come un quadro o una scultura.

## Narratore
Le voci sono quelle dei doppiatori Daniela Abbruzzese, Antonella Giannini, Valerio Sacco, Mario Cordova, Claudia Razzi, Alessandra Korompay, Mino Caprio, Fabrizio Pucci, Dario Oppido, Stefano Mondini, Christian Iansante, Alberto Angela, Roberto Pedicini, Massimo De Ambrosis, Gianni Bersanetti, Marco Vivio e Paola Favaro. Dei doppiatori di Passaggio a Nord Ovest DOC sono stati Francesco Prando e Cristina Boraschi. Tiziana Amico è stata la speaker ufficiale del programma.